# Хот-спот (Wi-Fi)
Хот-спот (от англ. hot spot — «горячая точка») — участок местности (например, помещение офиса, кафе, кампуса, станция метро), где при помощи портативного устройства (ноутбука, смартфона или карманного компьютера), оснащённого модулем радиодоступа по протоколу Wi-Fi, можно получить доступ к информационным сетям, интернету. Так, многие кафе делают бесплатные хот-споты для доступа к интернету с целью привлечения посетителей и как дополнительный сервис. Во многих случаях в хот-спотах предоставляется коммерческая услуга интернет-доступа (с оплатой по времени или объёму переданных данных).
Во многих странах предоставление публичного доступа к интернету в хот-спотах регулируется законодательно, например, в странах Евросоюза согласно союзным директивам владельцы хот-спотов обязаны хранить основные данные о действиях пользователей в течение 12 месяцев (это положение было отменено в 2014 году).